# Сміттєвіз

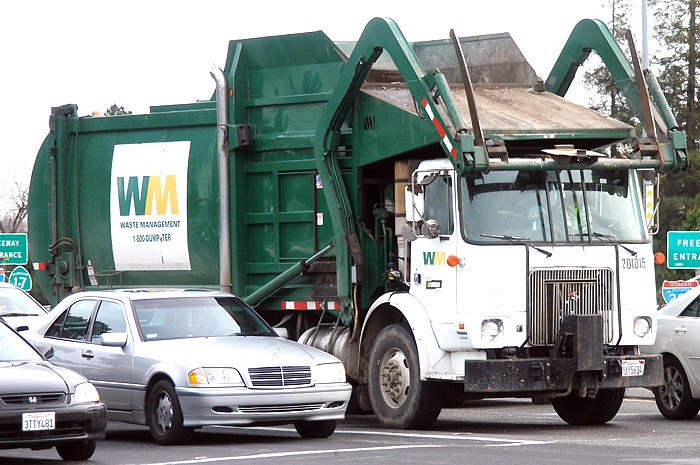
Сміттєвіз із фронтальним завантаженням компанії «Waste Management Inc». в Сан-Хосе, Каліфорнія

Сміттєві́з, також сміттяни́й віз, смі́тни́ця — спеціальний вантажний автомобіль, призначений для завантаження, ущільнення, транспортування та вивантаження сміття. Як правило, машини такого роду мають місткий кузов-контейнер до 20, рідше до 50 м³, в який сміття завантажується вручну або механічно, зі сміттєвого контейнера або з іншого сміттєвоза. Сміттєвіз призначений для вивезення сміття з території населених пунктів на звалища, сміттєперевантажувальні станції, сміттєспалювальні або сміттєпереробні заводи.

## Принцип дії
Сміттєвози діляться за способом завантаження на:
- з бічним завантаженням
  - з бічним ручним завантаженням
  - з бічним завантаженням маніпулятором
  - з бічним завантаженням кантувачем
- із заднім завантаженням
  - з ручним заднім завантаженням
  - з механізованим заднім завантаженням
  - із заднім самозавантаженням
- з фронтальним завантаженям (виключно механізоване) — контейнер перекидається через кабіну і вивантажується в люк, розташований в передній частині даху кузова.

Основна особливість сміттєвозів — їх здатність до підйому сміттєвих баків. Для цього вантажівка обладнана спеціального роду гідравлічними механізмами-маніпуляторами, якими підбирають сміттєвий контейнер, піднімають його і потім вміст висипають в кузов. Процедура підйому сміття триває близьк однієї хвилину. Після чого машина ставить бак назад на землю.
Існує й інший різновид сміттєвозів — які не піднімають бак, а роль бака відіграє кузов автомобіля, який вантажівка знімає і ставить на землю, а потім забирає і відвозить на звалище, де сміття утилізують.

## Галерея

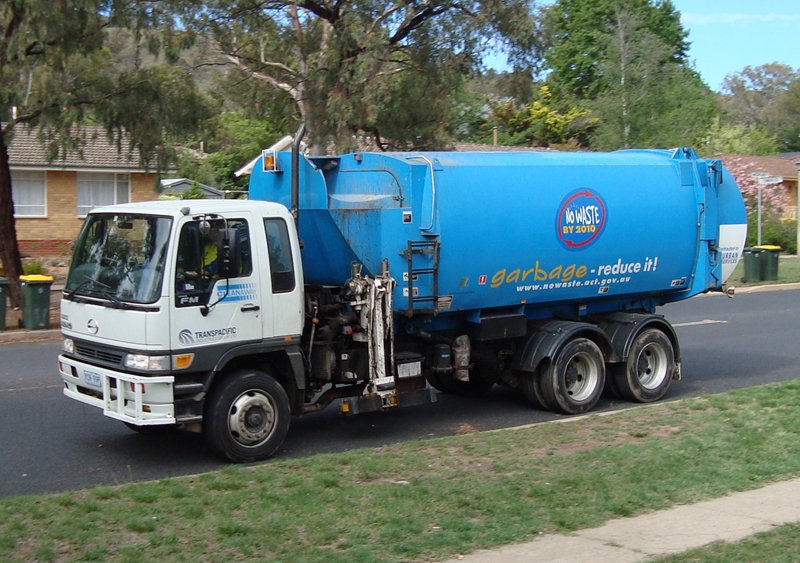
Автоматизований сміттєвіз «Truck Loader» в Канберрі, Австралія
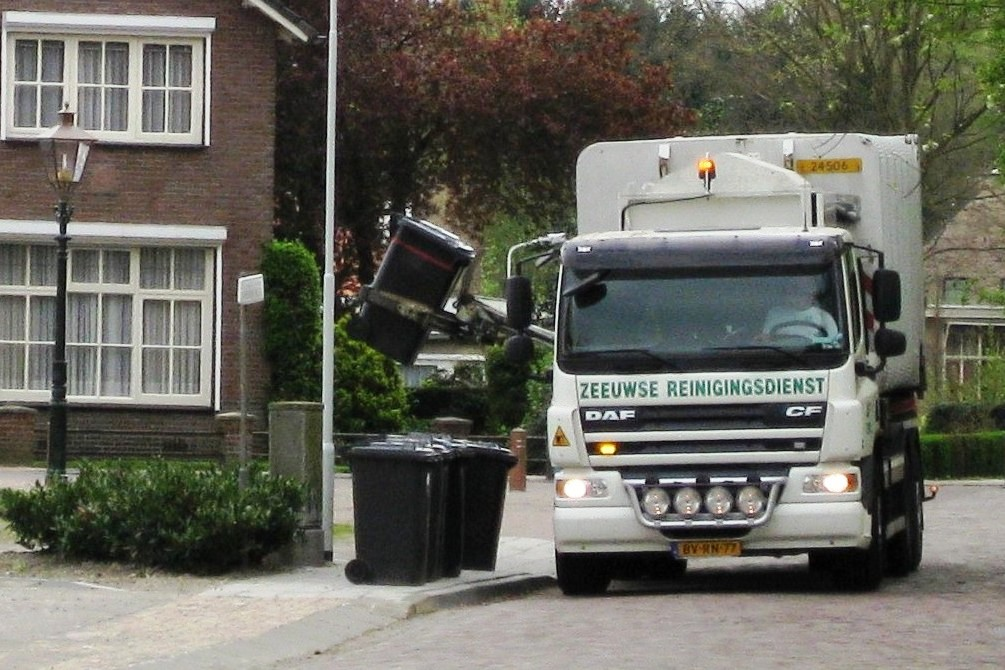
Автоматизоване збирання сміття в місті Аденбург, Нідерланди
- Автоматизований навантажувач бокового завантаження в експлуатації
- Збір сміття автоматичним завантажувачем в Келоуні, Британська Колумбія, Канада.